# Lambda (forening)
 For alternative betydninger, se Lambda. (Se også artikler, som begynder med Lambda)
 Der er for få eller ingen kildehenvisninger i denne artikel, hvilket er et problem. Du kan hjælpe ved at angive troværdige kilder til de påstande, som fremføres i artiklen.

Lambda er en forening for homo- og biseksuelle samt transpersoner på Fyn, oprettet 11. september 1993. Foreningens formål er at styrke LGBT'ers identitet, og i samarbejde med andre foreninger, at modvirke normdannelser der virker undertrykkende for homoseksuelle.

## Navnet Lambda
Tegnet er oprindeligt det græske bogstav L λ, men anvendes også som homosymbol på baggrund af en myte fra det antikke Grækenland. Et regiment af græske krigere, som var kendte for deres mod og krigslyst, skal i antikken have båret et flag med Lambda tegnet foran sig på vej til krig. Myten vil også vide at de ved deres side på vej til slagmarken havde en flok ynglinge og mandlige elskere. Tegnet blev i 1970 valgt af en gruppe aktivister, som symbol på den homopolitiske bevægelse, og homoforeninger og -Projekter overalt i verden har siden ladet navnet Lambda indgå i deres navn.

## Historie
LBL havde oprindeligt en lokalafdeling i Odense, som i de sidste 2 år af sin levetid frem til maj 1993 også drev diskotek og Café Pan i Sankt Anne Gade i Odense centrum. Da denne blev lukket, gik hele bestyrelsen af i protest, og da det ikke lykkedes at genoprette Lokalafdelingen i Odense valgte en gruppe mennesker, med baggrund i den netop afgåede bestyrelse, at arbejde for etableringen af en ny fri og lokal styret forening. Det lykkedes at få stablet en stiftende generalforsamling på benene, som skulle afholdes den 11. september 1993 på Magasinet i Brandts Klædefabrik. Lambda blev oprettet som den nye forening for Bøsser og Lesbiske på fyn. I 1994 måtte Diskotek Pan Odense igen lukke, og en hob af homoer stod igen uden tag over hovedet til deres fester. Lambdas bestyrelse indgik derfor den 1. december 1994 lejeaftale for kælderlokalerne i Vindegade 100. Her var indtil juni 2005 Café hver fredag og hver 2. Lørdag, og stort Rainbowparty hver 2. lørdag. I Juni 2005 måtte Lambda flytte fra sine lokaler i Vindegade, da huset skulle bruges til ungdomsboliger.

## Tiden efter Vindegade
I efteråret 2005 startede Lambda et samarbejde med Studenterhus Odense, som dog blev afsluttet i slutningen af året grundet at Studenterhus Odense havde rod i økonomien, og de derved havde opbygget en restance til foreningen.
Siden marts 2006 og frem til 2007 havde Lambda fester for homoer hos Club Retro/Boubous mens bestyrelsen arbejdede med at finde nye lokaler. 

Fra 2008 til 2010 har foreningen holdt fester i samarbejde med en række caféer og klubber i byen, herunder Blomsten og Bien, Mozaik og Globe.

## Brogade
På foreningens 15-års fødselsdag, 11. september 2008 slog foreningen dørene op for sin nye café i Brogade 3 på Østerbro i Odense. 
Foreningen havde overtaget lokalerne allerede i november i 2007, men renoveringen af lokalerne, som var overtaget efter "Optimisten", trak ud. Renoveringen blev for en stor delt gjort ved brug af frivillig arbejdskraft.
Lokalerne i Brogade må betragtes som et kompromis i forhold til det, som var foreningens intention ved fraflytningen fra Vindegade. Foreningen havde ønsket lokaler, som lå i gadeplan modsat lokalerne i Vindegade, der lå forholdsvist skjult i kælderplan. Der var også et ønske om at være tættere på byens centrum, og så skulle der helst være plads til både foreningsaktiviteter og til at holde café og diskotek.
Brogade ligger dels ikke tættere på byen, og der er heller ikke plads til at holde store fester i lokalerne. Til gengæld ligger lokalerne i gadeplan, og der er plads til både café og foreningsaktiviteter.
Lambdas café er forholdsvis velbesøgt og havde i 2009 en omsætning på 356.000 kr..

## Aktiviteter
Der er et løbende samarbejde med Kulturmaskinen i Odense, hvor Lambdas månedlige fester afholdes.

Desuden har foreningen åben hver torsdag, fredag og lørdag.
Derudover er der adskillige aktiviteter i løbet af året, hvor der bl.a. kan nævnes Mangfoldighedsfest Odense og Copenhagen Pride.

## Lambdas grupper
Lambda har fra starten oprettet forskellige grupper, der henvender sig til forskellige målgrupper. Foreningen har bl.a. haft en MC Gruppe, Filmgruppe, Ungdomsgruppe.

### Rainbow Kids
Rainbow Kids (tidl. Familiegruppen) fokuserer på regnbuefamilier og har en del sociale aktiviteter. Gruppen er ikke så synlig i selve foreningen, da de ikke mødes i foreningens lokaler.

### Rådgivningen
Rådgivningen er foreningens måske mest aktive gruppe. Der tilbydes rådgivning til folk med tvivl om seksuel orientering og/eller kønsidentitet. .

### Info-gruppen
Info-gruppen (tidl. Gå-ud-gruppen) besøger skoler, foreninger og andre interesserede i foredrag om homoseksualitet. Blandt andet er gruppen til stede på Lambdas vegne ved Syddansk Universitets Studiestartsmesse i Odense.
Foredragene tager udgangspunkt i fordomme om homoseksualitet.

### Idrætsgruppen
Idrætsgruppen består pt. af: 
- Et håndboldhold, der er opstartet i efteråret 2013 og træner hver fredag i Ejbyskolens sportshal.

## Lambda News
Lambda News var foreningens medlemsblad, der udkom 6 gange om året i de lige måneder. I 2006 var lambda news igennem en krise, uden lokaler, var mange af Lambdas medlemmer faldet fra, og ikke mange bidrog til medlemsbladet. Samtidigt stod bladet længe uden redaktør til at samle artiklerne. Dette resulterede i en fusion med andre små lokale blade i provinsen og de startede sammen bladet Fusion.
Fusion er siden nedlagt, og foreningen har på nuværende tidspunkt ikke noget medlemsblad. I stedet udsendes bladet "Out & About".